# 中2限定!?ガールズトーク
『中2限定!?ガールズトーク』（ちゅうにげんていガールズトーク）は、坂巻あきむによる4コマ漫画作品である。2009年から2012年にかけて発表された。

## 概要
本作は『まんがタイムジャンボ』にて2009年11月号にゲスト掲載され、2010年1月号より連載が開始され、2012年10月号まで続いた。また2011年10月の単行本1巻が刊行され、2012年11月には単行本2巻が刊行されて完結した。基本的には4コマ漫画を並べて話を展開させた作品だが、単行本には4コマ漫画ではない作品も見られる。
作品内容はタイトルにもあるように、中学校2年生の女の子達によるガールズトークをメイン据えた話が展開されている。小中高校一貫型の華咲女子学校（はなさきじょしがっこう）に通う、桃里ゆず、藤林ことり、水嶋ハルカを中心に、同校教員の水嶋ヒカルや白河百合子も主要登場人物として交えながら、恋話あり、友情話あり、イベントありの日常生活を賑やかに描いている。

## 登場人物
桃里 ゆず（ももさと ゆず）
誕生日は3月15日で、血液型はO型。14歳の女の子で、担任のヒカルに恋している。
ヒカルに対するアプローチに非常に熱心で、思春期で恋の妄想が暴走することもある。本人の分かりやすい性格のため、周囲の女子生徒にはその恋心はすっかりバレているが、当のヒカル本人には伝わっていない。
また、ヒカルが同僚の百合子に気があるそぶりを見せているため、何かと百合子に対抗しようとしている。
学業成績は悪く、しばしば誤字を書き、追試を受けることもある。
その一方で普段から料理をしており、弁当を自分で作ったり、ヒカル作の弁当を一目でダイエットメニューと見抜いた。また、裁縫も得意で、授業時間中にウェディングドレスを仕上げたり、バスタオルでバスローブを作ったり、ヒカルの浴衣の丈を直したりした。以上のように、女子力は高い。
両親だけでなく、弟か妹もいる模様。
1年生の時はB組であり、C組のハルカやことりとは別のクラスだったが、その時より交流があった。
藤林 ことり（ふじばやし ことり）
誕生日は5月10日で、血液型はB型。
いわゆるイマドキの女の子。髪の毛のトップをシュシュで盛っている髪形が特徴であり、髪の毛を下していると周囲に彼女だと気付いてもらえない程のシンボルになっている。
父・母・姉・自分の4人家族で、姉からは、乙女ゲーを借りたりしている。
デコが得意であり「デコの匠」を自称しており、ヒカルの携帯や、ノートにデコをしているシーンが描かれている。
好きな物は流行・ゲーム・ケータイ・デコ・メイク・盛り髪・音楽・アニメ・ツイッター。
水嶋 ハルカ（みずしま ハルカ）
担任のヒカルの妹。誕生日は10月3日で、血液型はA型。
4人家族ながら、両親が転勤中のため、兄のヒカルとの2人暮らし中である。兄妹仲は非常に良好。また、ゆずのヒカルに対する恋にも協力的。
1年生の時は兄のヒカルが悪く言われないようにと成績も優秀で、学年成績3位に入ったこともあった。またダテ眼鏡もかけて目立たないように心掛けていた。しかし、兄やゆずやことりのお陰で自然体で学校生活を送れるようになり、ダテ眼鏡も外した。
比較的常識人であり、作中のツッコミこなすことが多い。一方で、裁縫は苦手。
ヒカル作のハンバーグが大好きで、他に好きな物は、猫・読書・音楽鑑賞・映画・ぬいぐるみ・間食。
水嶋 ヒカル
ハルカの兄でゆず・ことり・ハルカの所属する2-Aの担任教師で、30歳。
料理もこなし、自身の弁当だけでなく、妹のハルカの弁当も彼が作っている。プリンが好物。
分かりやすい性格で、妹に嘘をつき通せたことがない。
ゆずから好意を向けられてはいるが、本人は一向に気が付いていない。
一方で、同僚の百合子に想いを寄せているが、百合子には全く気が付かれていない。
白河 百合子（しらかわ ゆりこ）
ヒカルの同僚の教員で、2-Bの担任である。
胸が大きく、中学生の時からスタイルがほとんど変わっていない。年齢は不明だが、作中で自身の中学生時のスクール水着が水抜き穴のあるタイプだったのに対して、教え子のスクール水着は競泳タイプであること、自身の体操服はブルマだったのに対して、教え子の体操服はハーフパンツであることは明らかにされている。
かなりの天然ボケで、私生活から学校内の行動、発言に至るまでその手のエピソードには事欠かない。
ヒカルに想いを寄せられていることには気付いない。このため彼女に自覚は無いが、ゆずにとってはヒカル争奪戦で勝てない相手であると同時に、そのゆずを含め生徒達から愛される存在でもある。

## 単行本
- 坂巻あきむ『中2限定!?ガールズトーク』 芳文社〈まんがタイムコミックス〉、全2巻
  1. 2011年10月22日初刷発行（2011年10月7日発売）、ISBN 978-4-8322-5013-0
  2. 2012年11月22日初刷発行（2012年11月7日発売）、ISBN 978-4-8322-5128-1